# دومینیکوس تسیمرمان

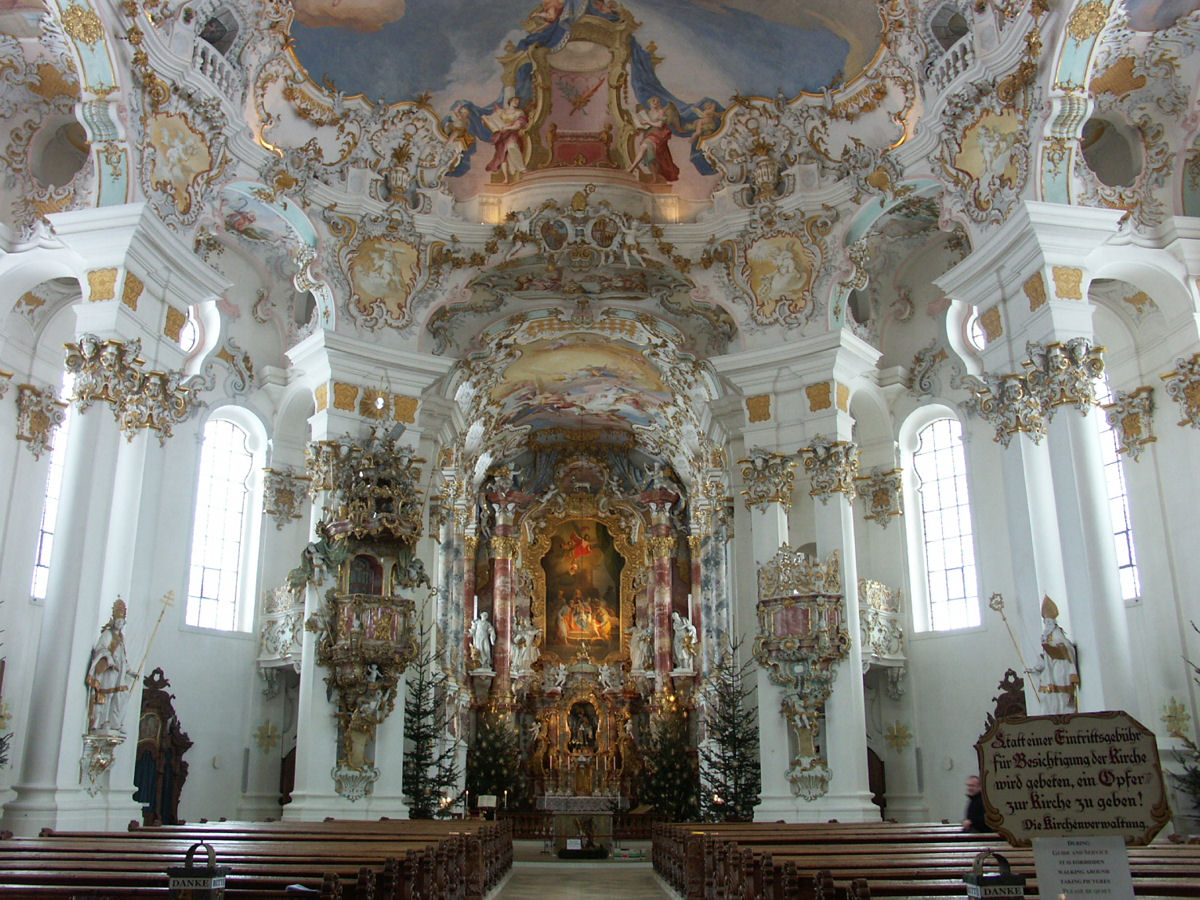
دومینیکوس تسیمرمان

 دومینیکوس تسیمرمان (انگلیسی: Dominikus Zimmermann؛ ۳۰ ژوئن ۱۶۸۵ – ۱۶ نوامبر ۱۷۶۶) یک معمار اهل آلمان بود.